# Piacenza Calcio 1919
SSD Piacenza Calcio är en italiensk fotbollsklubb. Klubben har spelat totalt åtta säsonger i Serie A den senaste 2002/2003.

## Historia
1919 bildades Piacenza Football Club under ledning av Giovanni Dosi. Klubben nådde Serie C för första gången 1935/1036.
Strax efter Andra världskriget spelade Piacenza sina två första säsonger i Serie B, men åkte 1948 åter ned i Serie C.
Under första halvan av 1970-talet gjorde klubben två separata säsonger i Serie B och under 1980-talet återigen två säsonger.
1993 tog Piacenza för första gången steget upp i Serie A. Sejouren blev dock kortvarig och redan året efter var klubben tillbaka i Serie B. Men redan året efter, 1994/1995, kunde Piacenza vinna Serie B och återigen ta steget upp i Serie A. Piacenza gjorde därefter fem raka Serie A-säsonger, mellanlandade ett år i Serie B 2000/2001, innan de gjorde ytterligare två i Serie A.
2003/2004 var Piacenza tillbaka i Serie B och spelade 8 raka säsonger där. Men resultaten blev gradvis sämre och 2010/2011 slutade med nedflyttning. Året efter, 2011/2012, åkte laget även ur Lega Pro Prima Divisione och klubben klarade därefter inte de ekonomiska kraven för att spela i Lega Pro Seconda Divisione och 2 juli upplösted klubben efter att någon vecka tidigare förklarats bankrupt.
Samma sommar, 2012, döptes den mindre lokala föreningen Libertaspes om till Lupa Piacenza och representerade staden i Eccelenza Emilia-Romanga. Sommaren 2013, efter att ha flyttats upp i Serie D, bytte den klubben namn till SSD Piacenza Calcio 1919.

## Kända spelare
Se också Spelare i Piacenza Calcio
- Hugo Campagnaro
- Filippo Inzaghi
- Pietro Vierchowod